# Henri Molinier
Pour les articles homonymes, voir Molinier.
Henri Molinier, né le 10 février 1898 à Paris et mort le 23 août 1944 dans cette même ville, est un militant trotskiste français.

## Biographie
Frère aîné de Raymond Molinier, Henri ne partage pas dans un premier temps les orientations politiques de son frère. Plus proche des convictions religieuses catholiques de sa famille, pacifiste convaincu après son expérience de la Première Guerre mondiale, où il sert brièvement comme officier d'artillerie, il ne s'oriente vers le militantisme politique de gauche qu'après sa rencontre avec Pierre Frank, dans le cadre de son activité syndicale.
Proche des milieux trotskistes et de l'opposition de gauche du Parti communiste français, il assure à partir de 1929 la publication à Paris du Bulletin de l'opposition communiste russe dirigé par Léon Sedov, puis, à partir de 1931, devient un des proches de Léon Trotsky, pour qui il se charge de diverses tâches administratives et techniques. Il adhère d'ailleurs à la Ligue communiste dès 1930.
En 1934, cependant, Henri Molinier suit les militants trotskistes qui décident d'adhérer au parti socialiste SFIO. Il participe au journal La Commune, animé notamment par son frère et Pierre Frank, qui donne naissance au Parti communiste internationaliste (PCI), provoquant une rupture avec Trotsky. Henri Molinier maintient cependant des contacts avec ce dernier, par le biais d'une correspondance qui dure plusieurs années.
Militant très actif, mais souvent minoritaire dans ses prises de positions, du PCI, il participe à la décision de cette organisation de rejoindre le Parti socialiste ouvrier et paysan (PSOP) de Marceau Pivert en décembre 1938. Il en est cependant exclu, comme tous les autres ex-dirigeants du PCI, quelques mois plus tard.
Mobilisé en 1939, il retrouve, avec la vie civile en août 1940, un mouvement trotskiste totalement désorganisé, du fait notamment de l'absence de son frère et de Pierre Frank. Il joue alors un rôle central dans la remise en route du PCI sous le nom de Comités communistes internationalistes.
En 1941, il décide d'adhérer au Rassemblement national populaire (RNP), afin d'obtenir une « couverture politique » à ses activités clandestine. Cette décision, bien qu'approuvée par la direction des CCI, lui sera reprochée plus tard.
Toujours minoritaire au sein des CCI tout y jouant un grand rôle technique, il participe à l'activité du groupe Octobre, animé par Jean Maillot et Henri Claude-Pougé, proches de Jacques Duboin. Lors de l'unification de la mouvance trotskiste au sein du nouveau Parti communiste internationaliste, en mars 1944, ce groupe en est partie prenante.
Chargé du secteur militaire trotskiste pendant l'insurrection parisienne de l'été 1944, il est tué le 23 août pendant les combats.